# Arado Ar 66
Arado Ar 66 byl německý jednomotorový dvoumístný dvouplošný školní letoun s pevným podvozkem.

## Vývoj
První prototyp Ar 66a vzlétl roku 1932, poháněný kapalinou chlazeným invertním osmiválcovým vidlicovým motorem Argus As 10 C o maximálním výkonu 176 kW.
Druhý prototyp se stejnou pohonnou jednotkou a dvěma dřevěnými plováky namísto kolového podvozku nesl označení Ar 66b. V roce 1933 bylo vyrobeno celkem 10 exemplářů sériových Ar 66 B, nesloužily však v žádné jednotce námořního letectva.
Třetí prototyp Ar 66c s kolovým podvozkem byl od roku 1933 sériově vyráběn jako Arado Ar 66 C.

## Nasazení
Stroje Ar 66 C se staly jedním z nejrozšířenějších školních strojů Luftwaffe, které byly používány až do konce druhé světové války. Zařazeny byly u leteckých škol FFS A/B 4 v Praze-Kbelích, FFS A/B 11 v Schönwalde, FFS A/B 23 v Kaufbeurenu a FFS A/B 116 v Göppingenu.
Po vzniku Störkampfstaffeln v Luftwaffe začaly Ar 66 C plnit úlohu nočních bombardovacích letounů, po vzoru sovětských jednotek vybavených letouny Polikarpov Po-2 nebo Polikarpov R-5. Přestavby se uskutečňovaly v leteckých dílnách na letišti v Německém Brodě. Dne 7. října 1943 byly letky lehkých nočních bombardérů přejmenovány na Nachtschlachtgruppen. „Céčka“ pak operovala v 1., 2. a 4./NSGr.2, NSGr.3, 2./NSGr.4 a NSGr.5 v SSSR, NSGr.8 ve Finsku a 3./NSGr.11 a NSGr.12 v Litvě.

## Specifikace (Ar 66 C)

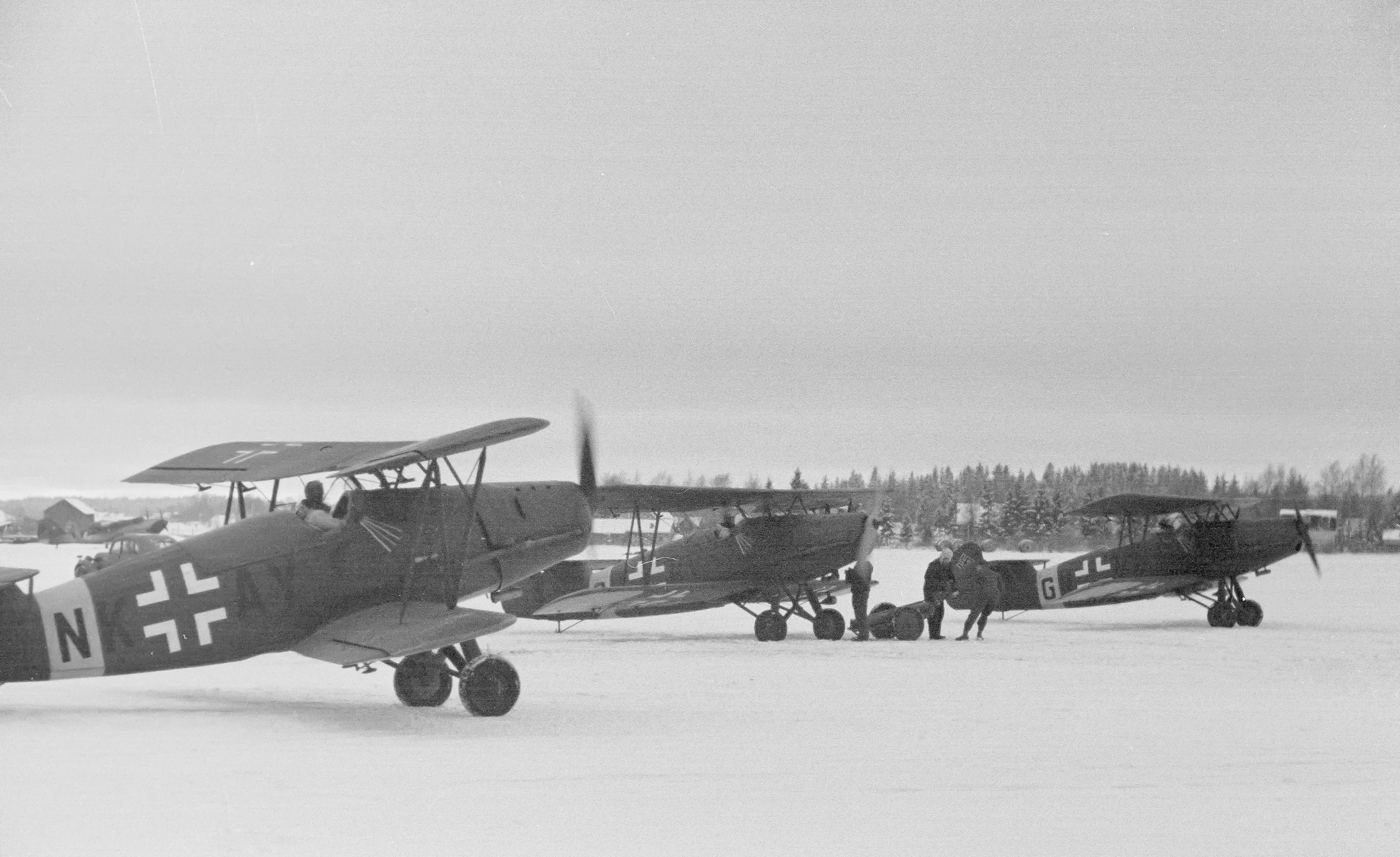
Arado Ar 66

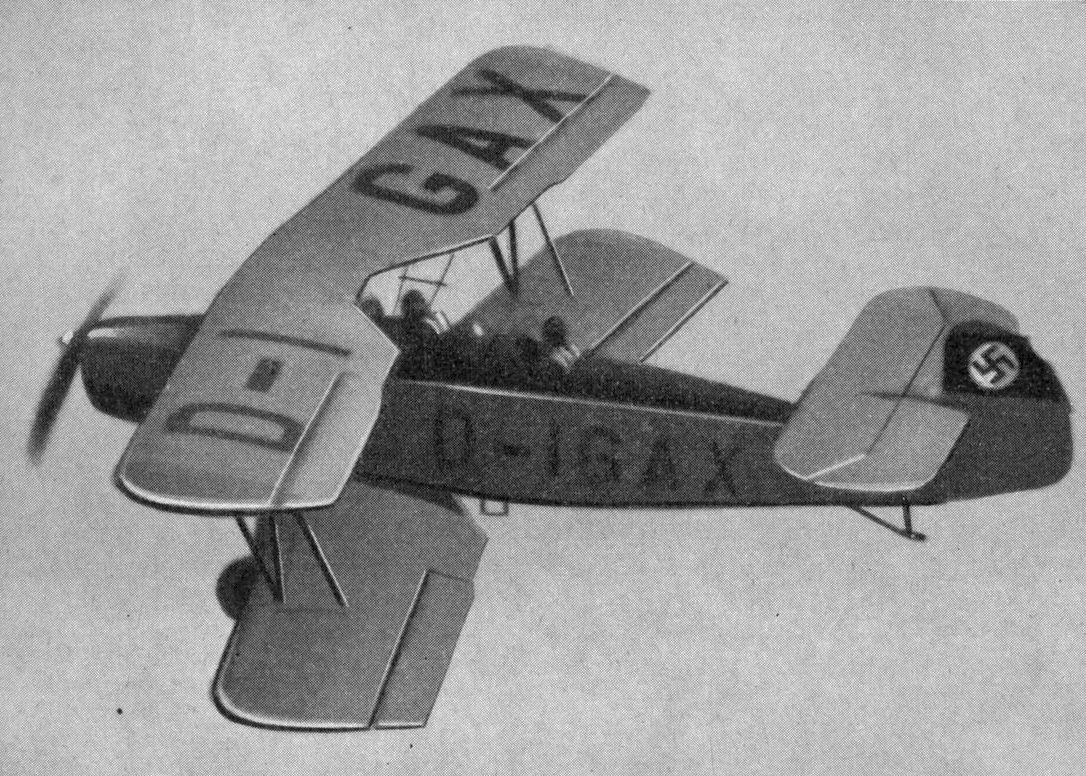
Arado Ar 66

Údaje podle

### Technické údaje
- Osádka:
- Rozpětí: 10,00 m
- Délka: 8,30 m
- Výška: 2,93 m
- Hmotnost prázdného stroje: 905 kg
- Vzletová hmotnost: 1330 kg
- Pohonná jednotka:

### Výkony
- Maximální rychlost: 210 km/h
- Přistávací rychlost: 80 km/h
- Výstup do 1000 m: 4,1 min
- Dolet: 716 km